# Akustoelektronika
Akustoelektronika – gałąź elektroniki bazująca na zjawisku propagacji akustycznych fal powierzchniowych (AFP) w kryształach (najczęściej piezoelektrycznych) i oddziaływaniu tych fal z nośnikami ładunków elektrycznych.
Akustoelektronika zajmuje się teorią oraz praktycznymi aspektami konstrukcji takich układów z AFP jak:
- filtry pasmowoprzepustowe i środkowozaporowe,
- dyspersyjne i bezdyspersyjne linie opóźniające,
- konwolutory,
- korelatory,
- procesory Fouriera,
- czujniki wielkości nieelektrycznych,
- żyroskopy, (zob. żyroskop akustoelektroniczny)
- układy zdalnej identyfikacji,
- serwomechanizmy (aktywatory - ang. actuators) i in.

Do głównych zalet układów z AFP należą:
- prostota technologii wytwarzania (techniki litograficzne),
- miniaturowe rozmiary,
- wysoka niezawodność,
- wysokie częstotliwości pracy (od kilkudziesięciu MHz do kilkunastu GHz).

Przyrządy akustoelektroniczne wykorzystuje się przede wszystkim w sprzęcie telekomunikacyjnym i teledetekcyjnym.